# Moirones
Moirones é uma localidade uruguaia do departamento de Rivera, na zona oeste do departamento, banhada pelo Arroyo Yaguarí. Está situada a 95 km da cidade de Rivera, capital do departamento.

## População
Segundo o censo de 2011 a localidade contava com uma população de 211 habitantes.
| Variação demográfica do município entre 2004 e 2011 |
|                                                     |

## Geografia
Moirones se situa próxima das seguintes localidades: ao norte, Lapuente, a noroeste, Cerro Pelado, a sul Amarillo e a sudeste, Arroyo Blanco.

## Autoridades
A localidade é subordinada diretamente ao departamento de Rivera, não sendo parte de nenhum município riverense.

## Religião
A localidade possui uma capela "Santa Rita", subordinada à paróquia "Maria Auxiliadora" (cidade de Vichadero), pertencente à Diocese de Tacuarembó

## Transporte
A localidade possui o seguinte rodovia:
- Ruta 27, que liga o município de Vichadero até a cidade de Rivera [7][8][9]